# Páros és páratlan számok
A matematikában az egész számok közül páros és páratlan számokat különböztethetünk meg: párosak azok, amelyek oszthatóak 2-vel (más szóval 2 többszörösei), páratlanok, amelyek nem. Páros szám például a −6, a 0 és a 144; páratlan a −3, az 1 és a 23. (A nulla páros, mert a kettő többszöröse: 0×2=0.) Az elnevezés eredete, hogy páros számú dolog párokba rendezhető; páratlan számú esetén mindig marad egy, amelyiknek nincs párja. (Természetesen a párosításnak csak a természetes számok körében van értelme.)
A számok azon tulajdonságát, hogy párosak vagy páratlanok, a szám paritásának vagy párosságának nevezik.
Algebrai jelöléssel a páros számok halmaza a 2Z, a páratlanoké a 2Z+1. A páros számok halmaza ideál az egész számok gyűrűjében, a páratlan számok halmaza pedig a páros számok ideálja szerinti másik mellékosztály.
Egy szám éppen akkor páros vagy páratlan, ha a páros alapú számrendszerekben az utolsó számjegye az. Ezért például egy szám páros, ha a tízes alapú számrendszerben az utolsó számjegye 0, 2, 4, 6 vagy 8, és páratlan, ha 1, 3, 5, 7 vagy 9.
Az egyetlen páros prímszám a 2; minden más prím páratlan. A páratlan prímek két osztályba sorolhatók aszerint, hogy kettővel osztva őket és lefelé kerekítve páros vagy páratlan számot kapunk (más szóval a 4-gyel való maradékuk 1 vagy 3); mindkét osztályba végtelen sok prím esik.
Minden ismert tökéletes szám páros; nem ismert, hogy léteznek-e páratlan tökéletes számok.
A Goldbach-sejtés szerint minden 2-nél nagyobb páros szám előáll két prímszám összegeként. A sejtést számítógéppel egészen 4·1018-ig igazolták, de nem ismert, hogy általában is igaz-e. A sejtés páratlan számokra vonatkozó változata szerint minden 5-nél nagyobb páratlan szám előáll három prímszám összegeként.

## Műveletek
Azonos párosságú számok összege és különbsége páros, különbözőeké páratlan. Két egész szám szorzata páros, ha valamelyik szorzótényező páros, és páratlan, ha mindkettő páratlan. Mindez a maradékosztályokkal végzett műveleti tulajdonságok speciális esetének tekinthető.

## Páros és páratlan számok listája 201-ig

### Páratlan számok 1-től 201-ig
| 1, 3, 5, 7, 9, 11, 13, 15, 17, 19, 21, 23, 25, 27, 29, 31, 33, 35, 37, 39, 41, 43, 45, 47, 49, 51, 53, 55, 57, 59, 61, 63, 65, 67, 69, 71, 73, 75, 77, 79, 81, 83, 85, 87, 89, 91, 93, 95, 97, 99, 101, 103, 105, 107, 109, 111, 113, 115, 117, 119, 121, 123, 125, 127, 129, 131, 133, 135, 137, 139, 141, 143, 145, 147, 149, 151, 153, 155, 157, 159, 161, 163, 165, 167, 169, 171, 173, 175, 177, 179, 181, 183, 185, 187, 189, 191, 193, 195, 197, 199, 201 |

### Páros számok 2-től 200-ig
| 2, 4, 6, 8, 10, 12, 14, 16, 18, 20, 22, 24, 26, 28, 30, 32, 34, 36, 38, 40, 42, 44, 46, 48, 50, 52, 54, 56, 58, 60, 62, 64, 66, 68, 70, 72, 74, 76, 78, 80, 82, 84, 86, 88, 90, 92, 94, 96, 98, 100, 102, 104, 106, 108, 110, 112, 114, 116, 118, 120, 122, 124, 126, 128, 130, 132, 134, 136, 138, 140, 142, 144, 146, 148, 150, 152, 154, 156, 158, 160, 162, 164, 166, 168, 170, 172, 174, 176, 178, 180, 182, 184, 186, 188, 190, 192, 194, 196, 198, 200 |